# Slaget ved Losecoat Field
Slaget ved Losecoat Field (også kendt som Slaget ved Empingham) blev udkæmpet den 12. marts 1470 under Rosekrigene. Stavemåder for "Losecoat" varierer, med "Losecote" og "Loose-coat".
Slaget endte med nederlaget for det dårligt organiserede Welles-oprør mod kong Edvard 4., men førte i sidste ende til at Richard Neville, 16. jarl af Warwick og kongens bror Georg, hertug af Clarence hoppede over på Huset Lancasters side, efter at de blev tvunget til at flygte fra landet, efter at de var blevet impliceret i oprøret.

## Baggrund
Næsten et år tidligere, i juli 1469, blev en hær loyal over for York kongen, kong Edvard 4. besejret i Slaget ved Edgecote Moor af Richard Neville, 16. jarl af Warwick, hans utilfredse tidligere støtte. Edvard selv blev efterfølgende taget til fange i Olney, Buckinghamshire. Men med hjælp og støtte fra sin bror Richard, hertug af Gloucester, havde han dog nu genvundet magten. På trods af den formelle forsoning mellem Warwick og kongen befandt Warwick sig i marts 1470 i en lignende situation som den, han havde været i før Slaget ved Edgecote. Han var ude af stand til at udøve nogen kontrol over eller påvirke Edvards politik. Warwick ville anbringe en anden af kongens brødre, Georg, hertug af Clarence, på tronen, så han kunne genvinde sin indflydelse. For at gøre dette opfordrede han tidligere tilhængere af det besejrede Hus Lancaster til at gøre oprør.
Oprøret blev indledt i 1470 af Sir Robert Welles, søn af Richard Welles, 7. baron Welles, en tidligere Lancaster-støtte, da hans familie følte sig snydt af Edvard. Sir Robert henvendte sig til Warwick for at få hjælp. Warwick vurderede, at tiden var moden til endnu et statskup for at dræbe Edvard eller fjerne ham fra tronen.
Welles begyndte at samle tropper i sin base i Lincolnshire, klar til et bruge våben mod kongen. Uroen i Lincolnshire fik kongen til at handle, og han begyndte at samle mænd til sin hær den 4. marts. Nyheden om kongens hensigt om at marchere til Lincolnshire spredte hurtigt panik blandt folk der. På grund af Welles' bevidste fejlagtige fortolkning spredtes der hurtigt rygter om, at kongen var på vej for at retsforfølge de tidligere benådede oprørere fra Edgecote, og at han ville "hænge og trække et stort antal" af dem.
Opmuntret af Warwick og Clarence præsenterede Welles sig som en "stor kaptajn" for folket i Lincolnshire. Den 4. marts blev der udsendt indkaldelser til alle de omkringliggende godser, hvor de anmodede enhver dygtig mand om at slutte sig til ham for at gå imod kongen. Den 7. marts hørte kongen, at oprørerne marcherede mod Stamford med en hær på 100.000 mand efter at have rekrutteret mange mænd fra nærliggende amter, især fra Yorkshire.
Kongen modtog senere breve fra Clarence og Warwick om, at de marcherede nordpå med alle deres mænd for at støtte kongen. Kongen udstedte derefter intetanende kommissioner, der omfattede Warwicks navn, og bemyndigede ham til at rejse hans egen hær af professionelle soldater. Edvard modtog derefter nyheder om, at oprørerne havde ændret kurs mod Leicester, ligesom Warwick og Clarence, hvilket afslørede deres intentioner.
Welles modtog et brev fra kongen, der bad ham om at opløse sin oprørshær, ellers ville hans far Lord Welles (tidligere taget til fange af Edvard) blive henrettet. Welles vendte hurtigt tilbage med sin hær til Stamford. Edvards tillid voksede, da det ikke lykkedes Welles at mødes med Warwick og hans erfarne styrker.

## Slagets gang
Edvards spejdere informerede ham om, at oprørshæren befandt sig omkring 8 kilometer fra Stamford, klar til kamp ved siden af Great North Road nord for Tickencote Warren nær Empingham i Rutland.
Edvard stillede sine mænd op i en kamplinje nord for Welles' hær, og derefter, i det område, der adskilte de to styrker, lod han Lord Welles henrette i frit skue for begge hære.
Denne handling fik oprørerne til at bevæge sig frem med skrig som á Warwick og á Clarence. En enkelt salve kanonkugler blev affyret, og så lod Edvard sine mænd angribe fjenden. Inden lederne af dette angreb overhovedet kunne komme til at slå løs på oprørernes frontlinje, var kampen slut. Oprørerne afbrød deres angreb og flygtede væk i stedet for at møde kongens veltrænede mænd.
Begge kaptajner, Sir Robert Welles og Richard Warren blev taget til fange under flugten og blev henrettet en uge senere den 19. marts. Welles tilstod sin forræderi og nævnte Warwick og Clarence som ”partnere og hovedprovokatører” for oprøret. Der blev også fundet dokumenter, der beviste Warwick og Clarences meddelagtighed, og de blev tvunget til at flygte fra landet.

## Navn
Ifølge en populær myte forklares navnet på slaget på denne måde: Mange af Welles' mænd havde jakker på, der viste Warwicks og Clarences kendetegn, og da flugten begyndte og og da de ikke ville blive taget til fanget med sådan en identifikation, smed mange deres tøj. Slaget blev således kaldt "Lose-coat". Denne historie ser ikke ud til at have noget historisk grundlag, idet den først blev nedskrevet i det 19. århundrede. Samtidige beretninger refererer til kampstedet som "Hornfield" (Horn var et tilstødende sogn) og bruger ikke navnet Losecoat eller noget lignende.
Navnet stammer sandsynligvis fra en oldengelsk sætning hlose-cot, der betyder "svinesti hus". Former som Losecote optræder også som marknavne i andre sogne i Rutland. En mark på kampstedet ser ud til at have erhvervet dette navn, som senere genererede den imaginære "lose coat"-etymologi, der blev knyttet til slaget. En tilstødende skov hedder nu Bloody Oaks, og Bloody Oaks Quarry er et 1,3 hektar biologisk sted af særlig videnskabelig interesse, ejet og forvaltet af Leicestershire and Rutland Wildlife Trust.